# Almásháza
Almásháza (hongrois : Almásháza [ˈɒlmaːʃhaːzɒ]) est une localité hongroise située dans le comitat de Zala.

## Histoire
La première mention écrite du village remonte à 1198, sous le nom d'Almas. Jusqu'en 1381, la localité appartenait aux moines cisterciens de Szentgotthárd, avant de passer sous la propriété des moines bénédictins de Kapornak.
En 1464, des soldats venus de Körmend détruisirent entièrement le village.
Ce petit village rural (aprófalu) fut restitué aux cisterciens de Szentgotthárd en 1564, bien que quelques petits nobles y soient restés. À partir des années 1580, la localité subit des attaques répétées et fut accablée par de lourds impôts imposés par les seigneurs ottomans, ce qui entraîna son abandon progressif. Au XVIIe siècle, Almásháza fut complètement dépeuplée et resta inhabitée jusqu'en 1700.
À cette date, le domaine passa sous le contrôle de la famille Batthyány, qui établit un grand domaine agricole autour d'Almásháza. Les habitants du village devinrent essentiellement des travailleurs agricoles employés sur ces terres. Ne disposant pas d'église, ils devaient se rendre à Kapornak pour les offices religieux.
Au XIXe siècle, l'école élémentaire du village tomba en désuétude, devenant inutilisable. En 1867, le village d'Almás fut entièrement détruit par un incendie.
Le premier établissement religieux de la localité fut une chapelle, inaugurée en 1908.
Dans les années 1950, Almásháza connut un essor significatif. L'électricité fut installée en 1950, suivie en 1954 par la construction d'un centre culturel. En 1959, la création d'une coopérative agricole permit un développement économique qui contribua à ralentir l'exode rural.
Dans les années 1990, la localité profita de l'essor du tourisme rural, devenant une destination prisée des touristes allemands. Après 2002, la municipalité lança un programme de vente de terrains à bas prix, ce qui attira de nouveaux habitants, favorisant ainsi la repopulation du village.

## Équipements

### Réseaux extra-urbains
Almásháza est située dans les collines de Zala (Zalai-dombság), plus précisément dans la région de Zalaapáti-hát, entre le canal Principális et la rivière Zala. Elle se trouve à environ 15 kilomètres à vol d'oiseau et 20 kilomètres par la route à l'est de Zalaegerszeg.
La localité est directement limitrophe des villages suivants : Kallósd au nord, Kehida (quartier de Kehidakustány) à l'est, Ligetfalva au sud-est, Tilajújhegy (quartier de Tilaj) au sud, Nagykapornak au sud-ouest et Padár à l'ouest.
Almásháza est uniquement accessible par la route. L'accès principal se fait depuis la route nationale 76, située à un kilomètre au sud, via la route secondaire 73 237. Cette route partage un carrefour avec la route 73 233, qui mène vers Tilajújhegy. Un chemin forestier non asphalté relie Kallósd, mais il n'existe pas de connexion routière directe avec les autres localités voisines.
La majorité des lignes d'autobus Volánbusz reliant Zalaegerszeg et Keszthely marquent un arrêt à l'intersection d'Almásháza sur la route nationale 76. En semaine, certaines liaisons desservent le centre du village, jusqu'au terminus de la rue Kossuth, bien que ces trajets soient plus rares le week-end.